# Rizsliszt
A rizsliszt (vagy rizspor) a liszt egy fajtája, ami finomra őrölt rizsből készül. Különbözik a rizskeményítőtől, amit a rizs lúgban való áztatásával termelnek. A rizsliszt jól helyettesíti a búzalisztet, ami irritációt okozhat azoknak az embereknek az emésztőrendszerében, akik lisztérzékenyek. A rizslisztet, mint sűrítőszert is használják, amit lehűtenek vagy lefagyasztanak, így gátolva a nedvesség kicsapódását.

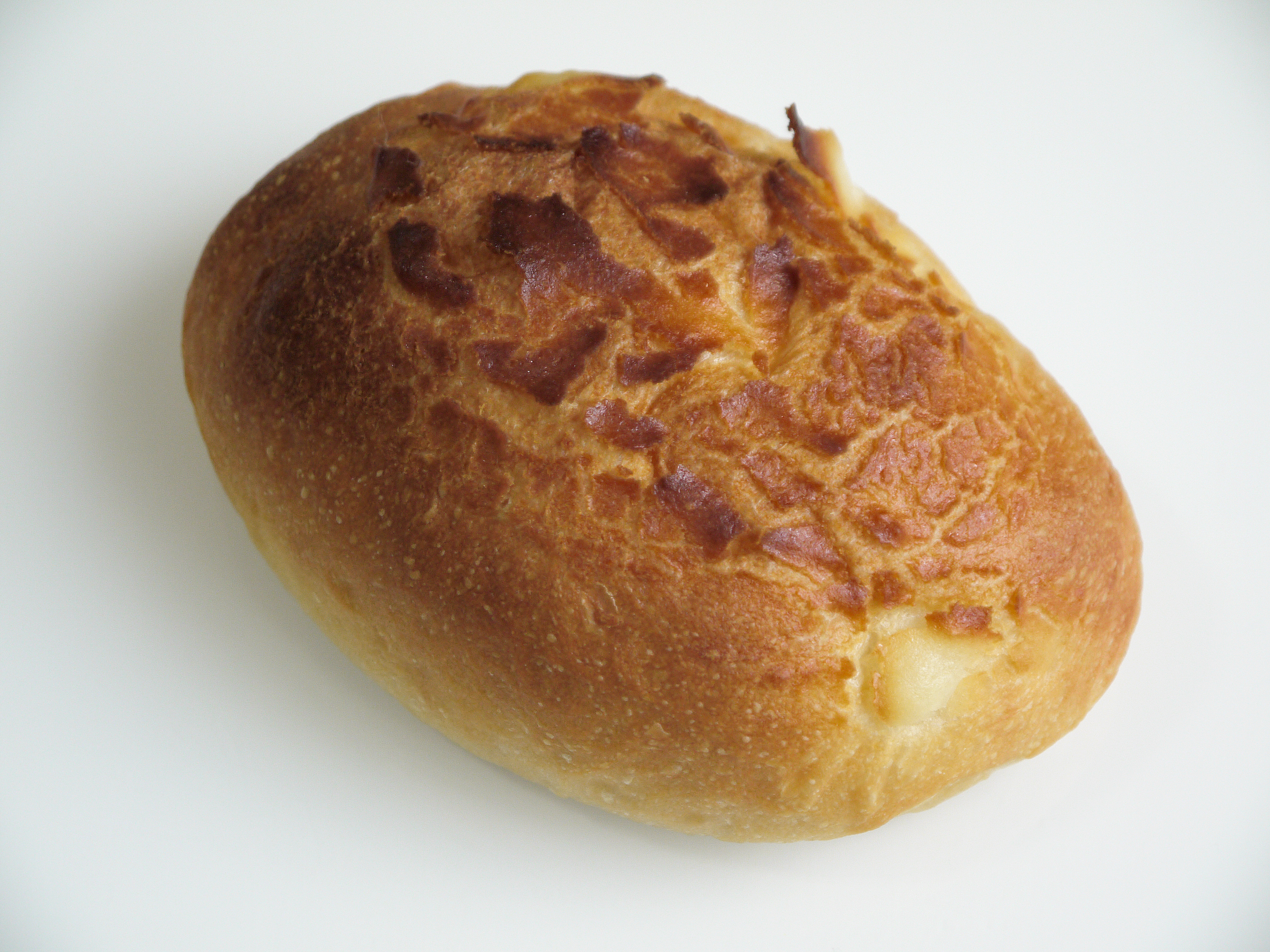
japán rizskenyér

## Előállítás
Rizslisztet készíthetnek barna- és fehér rizsből is. Előállításához a rizst különválasztják a héjától, így megkapva azokat a nyers rizsszemeket, amelyeket lisztté őrölnek.

## Típusok
Japánban a rizslisztet komekónak (米粉) hívják, és két változatban kapható: gluténes vagy gluténmentes. A gluténes rizst édes rizsnek is hívják, bár nevének ellenére nem édes, és glutént sem tartalmaz; az elnevezés a rizs főzés közbeni ragadósságát hivatott jelölni. A gluténmentes fajtát dzsósinkónak (上新粉) hívják, rövid szemű rizsből készül, elsősorban édességek számára. A mocsigomeko (もち米粉) (vagy röviden mocsiko) darált, gluténes rizsből (mocsigome (もち米)) készül, és vagy a mocsi előállításához használják, vagy mártások sűrítményeként. Egy másik változat a siratamako (白玉粉), amit gluténes egész rizsből állítanak elő, és gyakran használják fel süteményekhez.
Kínában mifennek (米粉, mǐ fěn), a Fülöp-szigeteken galapongnak, Törökországban pirinç ununak nevezik.

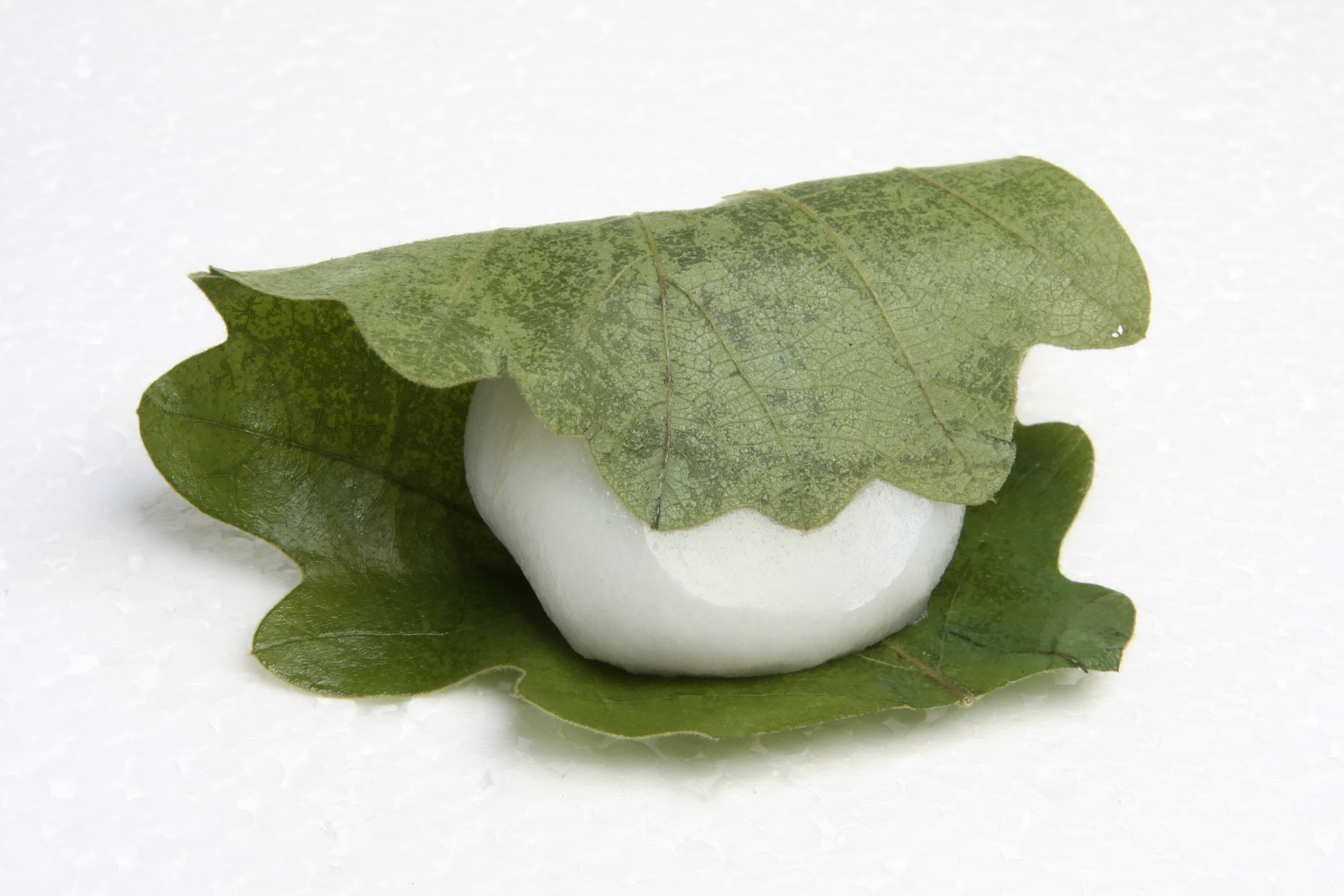
mocsi

## Felhasználás
Sokféle ételt készítenek rizslisztből, beleértve az olyan rizstésztákat és desszerteket, mint a japán mocsi és a fülöp-szigeteki cascaron. Vietnamban a banh canh-hoz használnak rizslisztet, valamint felhasználják még mantouhoz, az indiai neer dosához, golibajehez és rottihoz. A lisztet búzával, kölessel és más gabonaliszttel keverik, manni (egyfajta bébiétel) készítéséhez pedig néha szárított gyümölcsöt vagy zöldséget adnak hozzá. Ezt általában a karnátakai Dakshina Kannada és Udupi kerületekben, Indiában készítik. Állandó összetevője a bangladesi konyhának, széles körben használják fel különféle desszertekben, mint a shondesh vagy a bhapa phitha (egyfajta rizsfelfújt), valamint használatos az iránban készített kheerhez is, ami egy kedvelt Dél-ázsiai édesség.

### Gombatermesztés
A barna rizs vermikulittal, egyfajta szilikáttal kombinálva remek termőtalajt biztosít a gombák számára. Ezt a talajt ezek után páradús környezetbe helyezik, ahol a gombák növekedésnek indulhatnak. Ezt a módszert gyakran (bár nem mindig) alkalmazzák a termesztők, mivel nagyon egyszerű és költséghatékony megoldása a gombatermesztésnek.

## Fordítás
Ez a szócikk részben vagy egészben az Rice flour című angol Wikipédia-szócikk ezen változatának fordításán alapul.  Az eredeti cikk szerkesztőit annak laptörténete sorolja fel. Ez a jelzés csupán a megfogalmazás eredetét és a szerzői jogokat jelzi, nem szolgál a cikkben szereplő információk forrásmegjelöléseként.